# Chun Wei Cheung
Chun Wei Cheung, nizozemski veslač kitajskega rodu, * 15. april 1972, Amsterdam, † 14. oktober 2006, Amsterdam.
Wei Chung je svojo športno pot začel leta 1992 kot krmar pri veslaškemu klubu Nereus v Amsterdamu. Kmalu je postal krmar za reprezentanco Nizozemske, za katero je nastopil na Svetovnem prvenstvu 1996 in na Poletnih olimpijskih igrah 2004. 
Na SP je krmaril nizozemski dvojec s krmarjem, ki je osvojil bronasto medaljo, na OI v Atenah pa je bil član nizozemskega osmerca, ki je osvojil srebro.
Kmalu po nastopu na Henley Royal Regatti in Svetovnem prvenstvu 2006 je izvedel, da je zbolel za rakom na jetrih. Za posledicami bolezni je umrl v starosti 34 let. Po njem so poimenovali nizozemski osmerec, ki je nastopil na Poletnih olimpijskih igrah 2008 v Pekingu.